# Gelée anglaise
Pour les articles homonymes, voir Gelée.
 (mai 2023).
Si vous disposez d'ouvrages ou d'articles de référence ou si vous connaissez des sites web de qualité traitant du thème abordé ici, merci de compléter l'article en donnant les références utiles à sa vérifiabilité et en les liant à la section « Notes et références ».

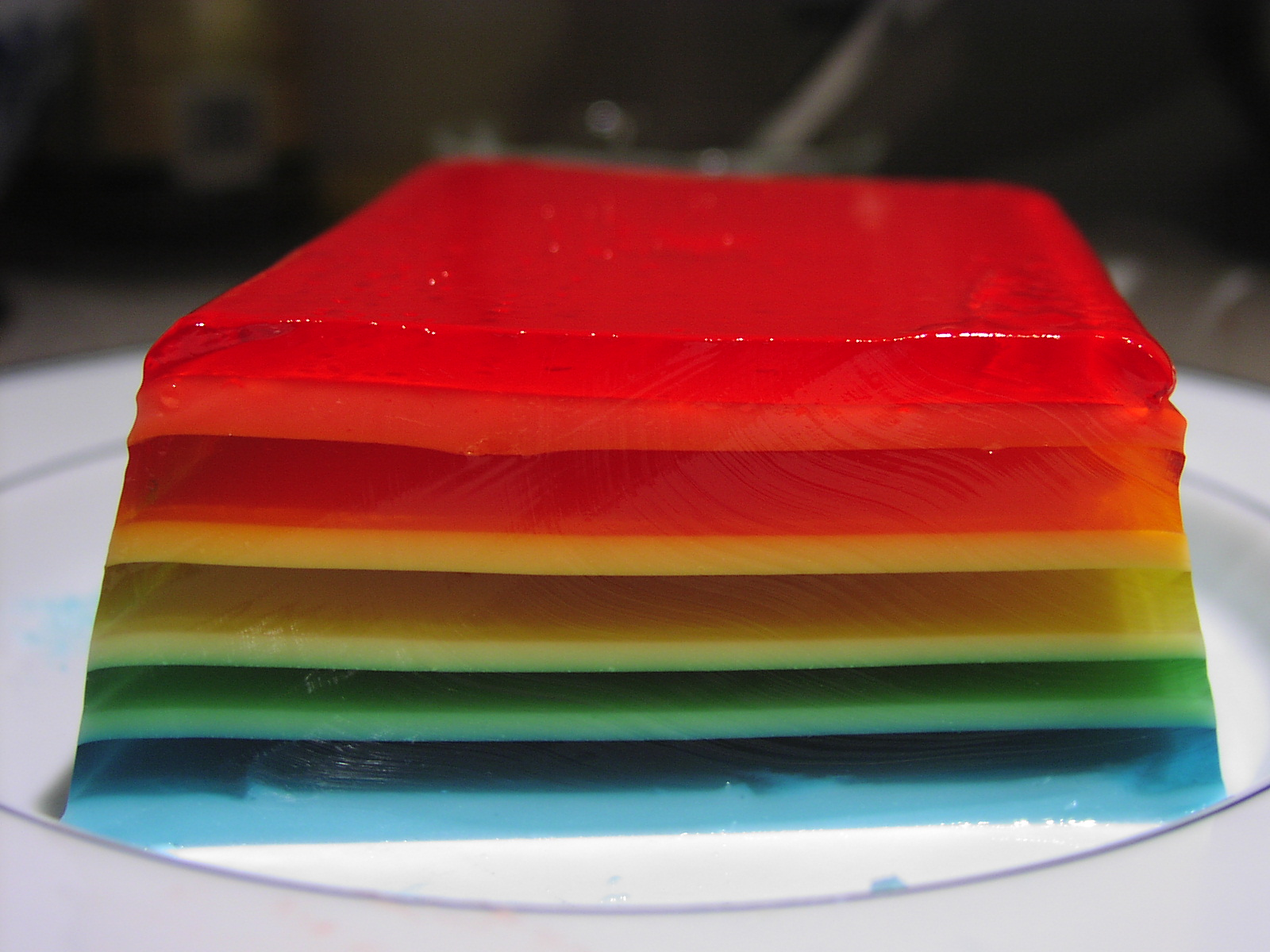
Un dessert de jelly (gelatin en anglais américain) en plusieurs couches colorées.

La gelée anglaise (en anglais : jelly ou jello) est un dessert constituée de gel alimentaire fait de gélatine ou de pectine ajouté à des liquides comestibles, le plus souvent au goût de fruit.

## Usage du terme

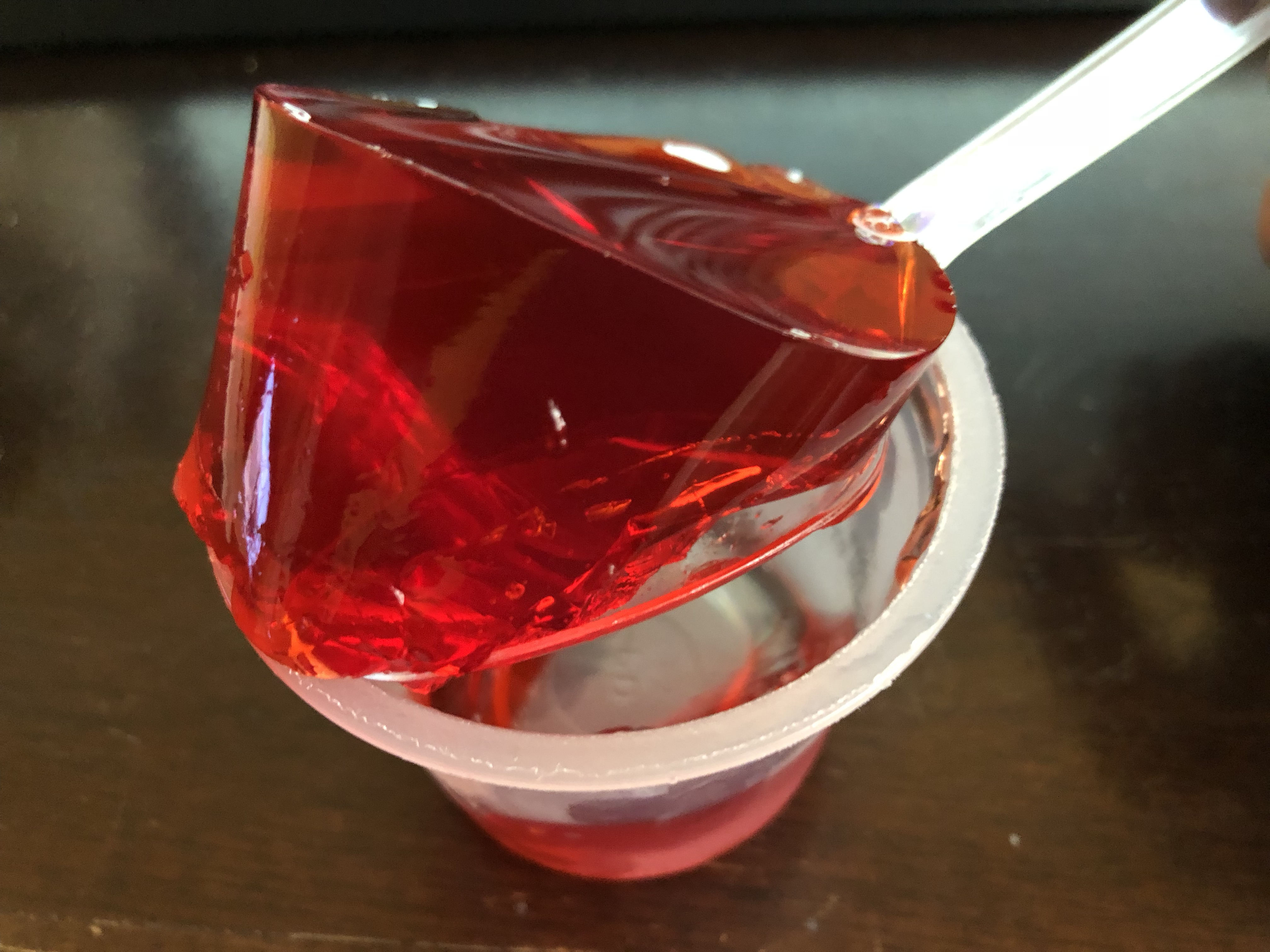
Cuillère de gelée (jelly) à la fraise.

Le mot jelly a différentes significations dans le monde anglophone. Dans la plupart des pays du Commonwealth et en Irlande, il désigne un dessert à base de gélatine.
Aux États-Unis le mot est utilisé presque exclusivement pour des gelées qui sont des préparations de jus de fruit cuits qui se solidifient partiellement sous l'effet de la pectine qu'ils contiennent. Ils sont aussi nommés jello, mot formé à partir du nom de la marque Jell-O.

## Histoire
Le premier cube concentré est commercialisé en 1932[réf. nécessaire].

## Chimie
L'ananas, la papaye, le kiwi et la figue contiennent des protéases qui stoppent le processus de solidification de la gelée anglaise.